# Amt Gottorf
Das Amt Gottorf (dänisch: Gottorp Amt) war eine landesherrliche Verwaltungseinheit im Herzogtum Schleswig.

## Geschichte
Das Amt Gottorf entstand aus jenen Harden, die um die Burg Gottorf lagen. Auf dem Gelände der Burg – erstmals erwähnt um 1161 – befindet sich das heutige Schloss Gottorf. Das Amt erstreckte sich südlich des Amtes Flensburg von der Landschaft Angeln bis an die Flüsse Treene und Sorge. Im Spätmittelalter (ca. 1250 bis 1500) gehörten zum Amt Gottorf noch das Amt Husum, das Amt Hütten und die Hohner Harde.
Nach der Abtrennung des Amtes Hütten und der Hohner Harde kamen im Jahr 1702 vom Amt Schwabstedt die Vogtei Treia und die Füsingharde hinzu. Im Jahr 1711 wurde die Landschaft Stapelholm vom Amt Gottorf getrennt. 1713 folgte die Eingliederung der Vogtei Bollingstedt sowie 1771 des Gutes Satrupholm. Nach der Abtrennung der Hohner Harde im Jahr 1853 hatte das Amt Gottorf eine Fläche von 907 km². 1867 ging das Gebiet im Kreis Schleswig auf, der in der Provinz Schleswig-Holstein neu gebildet wurde und 1974 seinerseits im Kreis Schleswig-Flensburg aufging.

## Gliederung

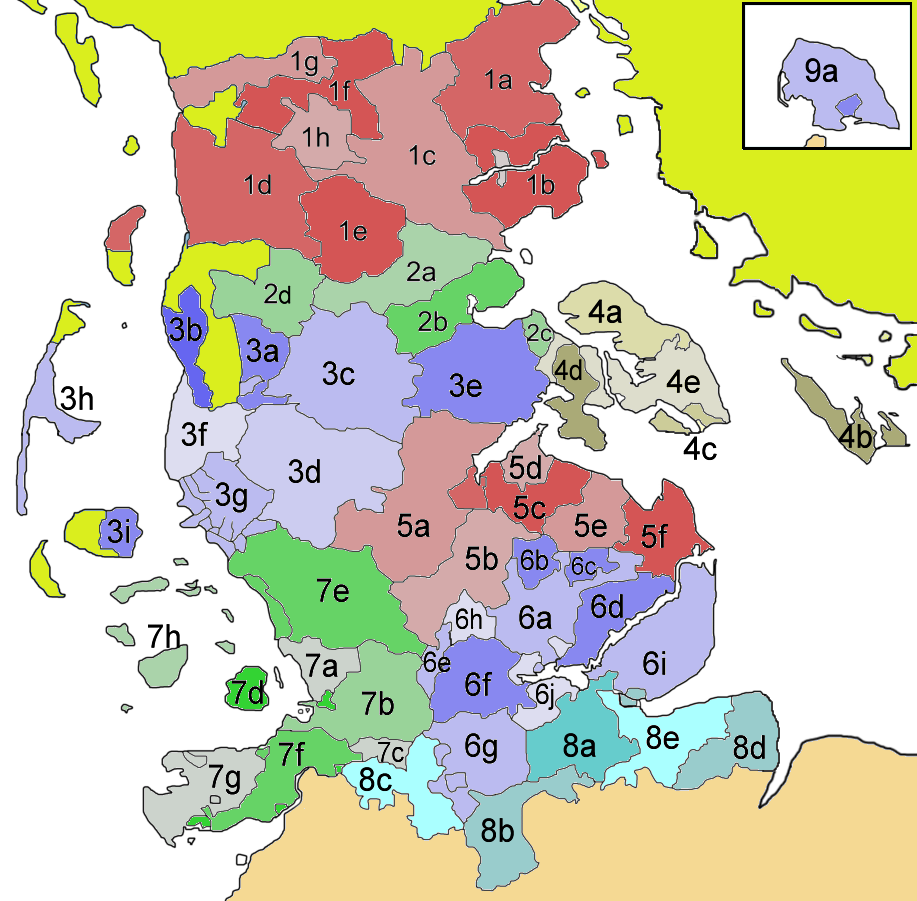
Amt Gottorf (6a-6j) im Herzogtum Schleswig bis 1864

Das Amt Gottorf bestand von 1777 bis 1867 aus den folgenden Harden und Bereichen:
Amt Gottorf Gottorp Amt
- Meggerdorfharde
- 6a Struxdorfharde Strukstrup Herred
- 6b Satrupharde Satrup Herred
- 6c Mohrkirchharde Mårkær Herred
- 6d Schliesharde und Füsingharde Slis og Fysing Herred
- 6e Treiaharde Treja Herred
- 6f Arensharde Arns Herred
- 6g Kroppharde Krop Herred
- 6h Vogtei Bollingstedt Fogderiet Bollingsted (zu Treiaharde)
- 6i Schwansens Güterdistrikt Svansens adelige district auf der Halbinsel Schwansen (im Mittelalter Riesebyharde Risby Herred)
- 6j Johannis Klosterdistrikt Johannis Klosters Distrikt
- Angeliter Güterdistrikt Angler Godsdistrikt (nach 1853 Kappelner Harde Kappel Herred)
- Stadt Schleswig Købstaden Slesvig

Der Verwaltungssitz war im Amtshaus vor Gottorf.